# Dießental und Teile des Neckar- und Glatt-Tales
Das Dießental und Teile des Neckar- und Glatt-Tales ist ein vom Landratsamt Hechingen am 13. Februar 1957 durch Verordnung ausgewiesenes Landschaftsschutzgebiet auf dem Gebiet der Stadt Sulz am Neckar.

## Lage
Das Landschaftsschutzgebiet Dießental und Teile des Neckar- und Glatt-Tales liegt nördlich der Stadt Sulz und umfasst heute noch das Glatttal auf der Gemarkung Glatt und das Neckartal auf der Gemarkung Fischingen. Es gehört zum Naturraum Obere Gäue.

## Geschichte
Das Landschaftsschutzgebiet umfasste zum Zeitpunkt der Ausweisung weitere Landschaftsteile auf den heute im Landkreis Freudenstadt gelegenen Gemarkungen Betra, Dettingen, Dettlingen und Dießen, darunter auch das namensgebende Dießental. Diese Landschaftsteile wurden zwischenzeitlich vom Landratsamt Freudenstadt bzw. dem Regierungspräsidium Karlsruhe durch die Neuausweisung der Schutzgebiete Dießener Tal und Seitentäler und Oberes Neckartal unter Schutz gestellt und die Verordnung des Landratsamtes Hechingen damit außer Kraft gesetzt. Für die heute im Landkreis Rottweil gelegenen Teile des Landschaftsschutzgebietes gilt weiterhin die Verordnung von 1957, was zu der irreführenden Bezeichnung des Landschaftsschutzgebietes führt.

## Landschaftscharakter
Die Hänge von Glatt- und Neckartal sind weitgehend bewaldet, in den Auen findet Grünlandwirtschaft statt. Am Neckar bei Fischingen finden sich einige markante Felsformationen. Im Glatttal sind vereinzelt Magerrasenreste und Kalktuffquellen zu finden.

## Zusammenhängende Schutzgebiete
Im Norden schließt das Landschaftsschutzgebiet Oberes Neckartal an. Im Westen wird das Gebiet vom Landschaftsschutzgebiet Glatt- und Dobeltal fortgesetzt. Das Gebiet überschneidet sich in Teilen mit dem FFH-Gebiet Wiesen und Heiden an Glatt und Mühlbach. Im Westen des Gebiets befindet sich das flächenhafte Naturdenkmal 83250570001 Kalksinter-Quellflur.